# Ріжок
Ріжо́к — село в Україні, в Вінницькому районі Вінницької області. Населення становить 345 осіб. Входить до складу Якушинецької сільської громади.

## Населення
Згідно з переписом УРСР 1989 року чисельність наявного населення села становила 367 осіб, з яких 149 чоловіків та 218 жінок.
За переписом населення України 2001 року в селі мешкало 347 осіб.

### Мова
Розподіл населення за рідною мовою за даними перепису 2001 року:
| Мова       | Відсоток |
| ---------- | -------- |
| українська | 98,84 %  |
| російська  | 1,16 %   |